# David Hall (Politiker, 1930)

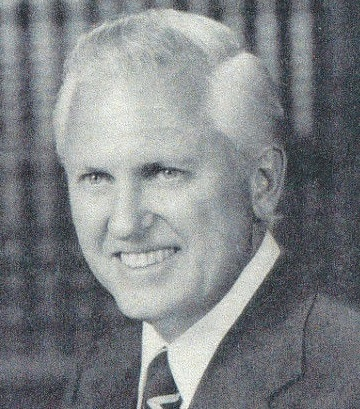
David Hall (1970)

David Hall (* 20. Oktober 1930 in Oklahoma City, Oklahoma; † 6. Mai 2016 in San Diego, Kalifornien) war ein US-amerikanischer Politiker (Demokratische Partei). Er war von 1971 bis 1975 der 20. Gouverneur des Bundesstaates Oklahoma.

## Frühe Jahre und politischer Aufstieg
David Hall studierte bis 1952 an der University of Oklahoma. Im Jahr 1959 folgte ein Jura-Studium an der University of Tulsa. Zwischen 1952 und 1954 war er in der amerikanischen Luftwaffe.
Von 1959 und 1962 war Hall stellvertretender Bezirksstaatsanwalt im Tulsa County. Danach war er bis 1966 der Staatsanwalt in diesem Bezirk. Im Jahr 1966 bewarb er sich erfolglos um die demokratische Nominierung für das Amt des Gouverneurs. Vier Jahre später hatte er mehr Erfolg. Er wurde nicht nur von seiner Partei als Spitzenkandidat nominiert, sondern gewann auch die Wahl gegen den republikanischen Amtsinhaber Dewey F. Bartlett mit dem bis heute knappsten Vorsprung in der Geschichte Oklahomas. Hall kam auf 338.338 Stimmen (48,4 Prozent), Bartlett auf 336.157 (48,1 Prozent).

## Gouverneur von Oklahoma
David Hall trat sein neues Amt am 11. Januar 1971 an. Schwerpunkte seiner Amtszeit waren die Schulpolitik und der weitere Ausbau der Straßen. Gouverneur Hall war auch im Vorstand der National Governors Association. Im Jahr 1974 strebte Hall erfolglos seine Wiederwahl an. Er erhielt bei den Vorwahlen als Drittplatzierter hinter Clem McSpadden und David L. Boren nur 27 Prozent der Stimmen und schied daher im Januar 1975 aus seinem Amt aus.
Nur drei Tage nach dem Ende seiner Amtszeit wurde er wegen Korruption und Erpressung während seiner Amtszeit angeklagt und später zu drei Jahren Gefängnis verurteilt, von denen er 19 Monate in Tucson (Arizona) absitzen musste. Danach wurde er auch aus der Anwaltskammer ausgeschlossen. Hall zog dann nach La Jolla in Kalifornien, wo er im Handel tätig wurde. David Hall bekam mit seiner Frau Jo Evans drei Kinder.